# Трубчин
Трубчи́н — село в Україні, в Мельнице-Подільській селищній громаді Чортківського району Тернопільської області. Розташоване на річці Дністер, на півдні району. До 2015 року підпорядковувалося Вигодській сільраді.
Населення становить 260 осіб (2007).
Поблизу села Трубчина розташовані комплексна пам'ятка природи загальнодержавного значення в Україні — Урочище Трубчин та геологічна пам'ятка природи місцевого значення в Україні — Відслонення силуру в Трубчині.

## Географія
Село розташоване на відстані 372 км від Києва, 126 км — від обласного центру міста Тернополя та 37 км від міста Борщів.

## Історія
Відоме від XV століття. За версією М. Крищука, назва села походить від однойменного прізвища. 
У 1565 році село Trupczyn на Поділлі належав Ян Czermieński (Czermiński) з Ramult герба  . Королівське село Трупчин знаходилося в першій половині XVII століття в Подільському воєводстві  .
2 жовтня 1656 р. король Ян ІІ Казимир надав вінницькому старості (майбутньому брацлавському воєводі) Анджею Потоцькому села Дзвиняч, Звенигород, Вовківці, Латківці, Бабинці, Трубчин на Поділлі, також належні батьку Гряду, Сєцехів, Волю Брюховецьку в Львівській землі, які пізніше були «доживоттям» дружини.
На початку ХІХ століття власницею села була графиня Катажина Коссаковська.
У міжвоєнний період у містечку розміщувалася станція митної варти "Трубчин"  .
До 2015 року належало до Вигодської сільської ради. Від вересня 2015 року ввійшло у склад Мельнице-Подільської селищної громади.
12 червня 2020 року, відповідно до розпорядження Кабінету Міністрів України № 724-р «Про визначення адміністративних центрів та затвердження територій територіальних громад Тернопільської області» увійшло до складу Мельнице-Подільської селищної громади.
19 липня 2020 року, в результаті адміністративно-територіальної реформи та ліквідації Борщівського району, село увійшло до складу Тернопільського району.

## Населення
1810 року в селі було 42 родини, 56 житлових будинків і 176 мешканців.
Згідно з переписом УРСР 1989 року чисельність наявного населення села становила 292 особи, з яких 138 чоловіків та 154 жінки.
За переписом населення України 2001 року в селі мешкали 264 особи. 100 % населення вказало своєю рідною мовою українську мову.

## Пам'ятки
Є мурована церква святого Миколая (1724 року).

## Соціальна сфера
Діють ЗОШ 1 ступ., бібліотека, ФАП, торговельний заклад.

## Відомі люди
- Юзеф Галлер, часто перебував у маєтку дружини в селі[8].

## Світлини

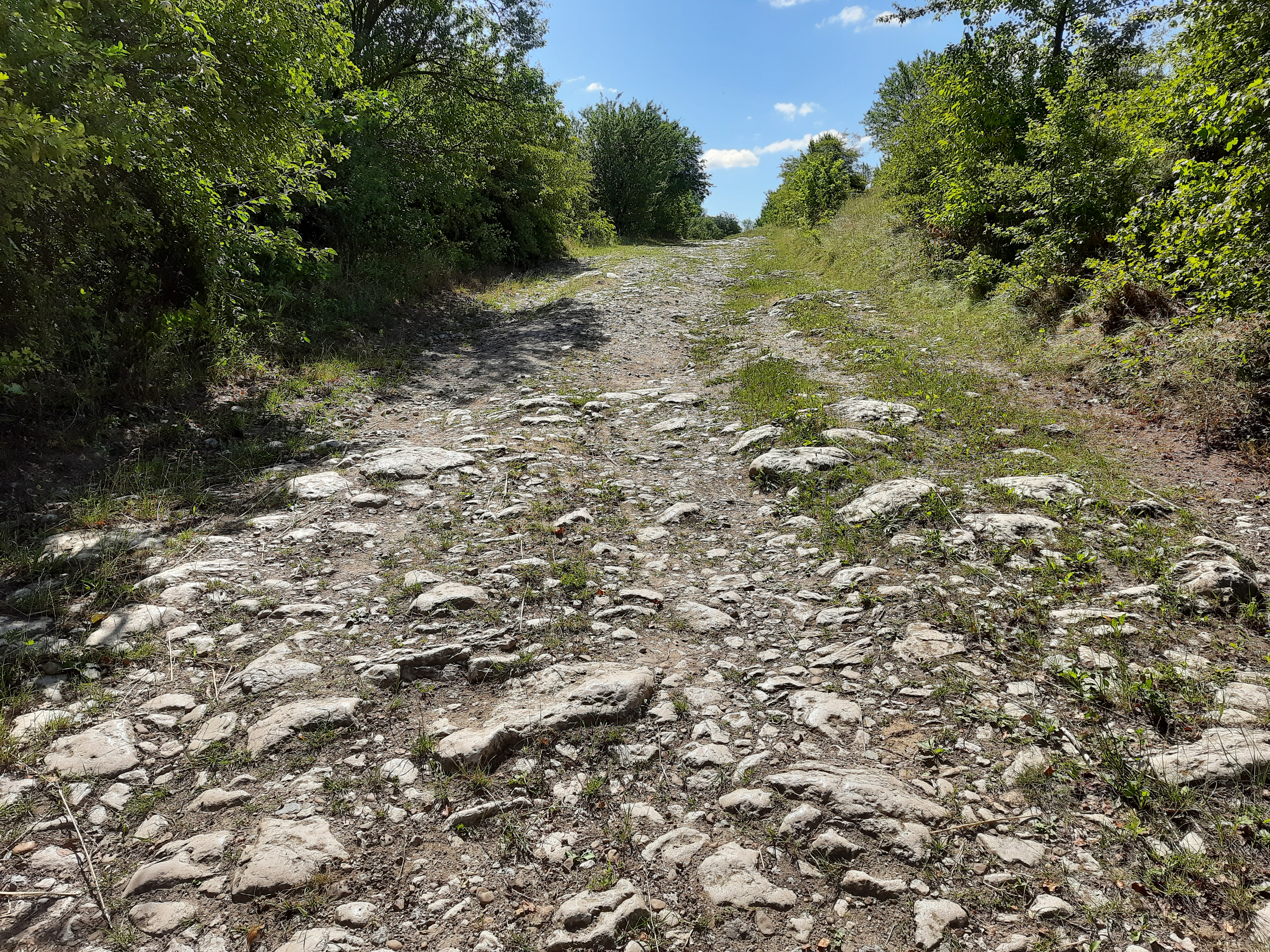
Стара дорога з Дзвенигорода на Трубчин
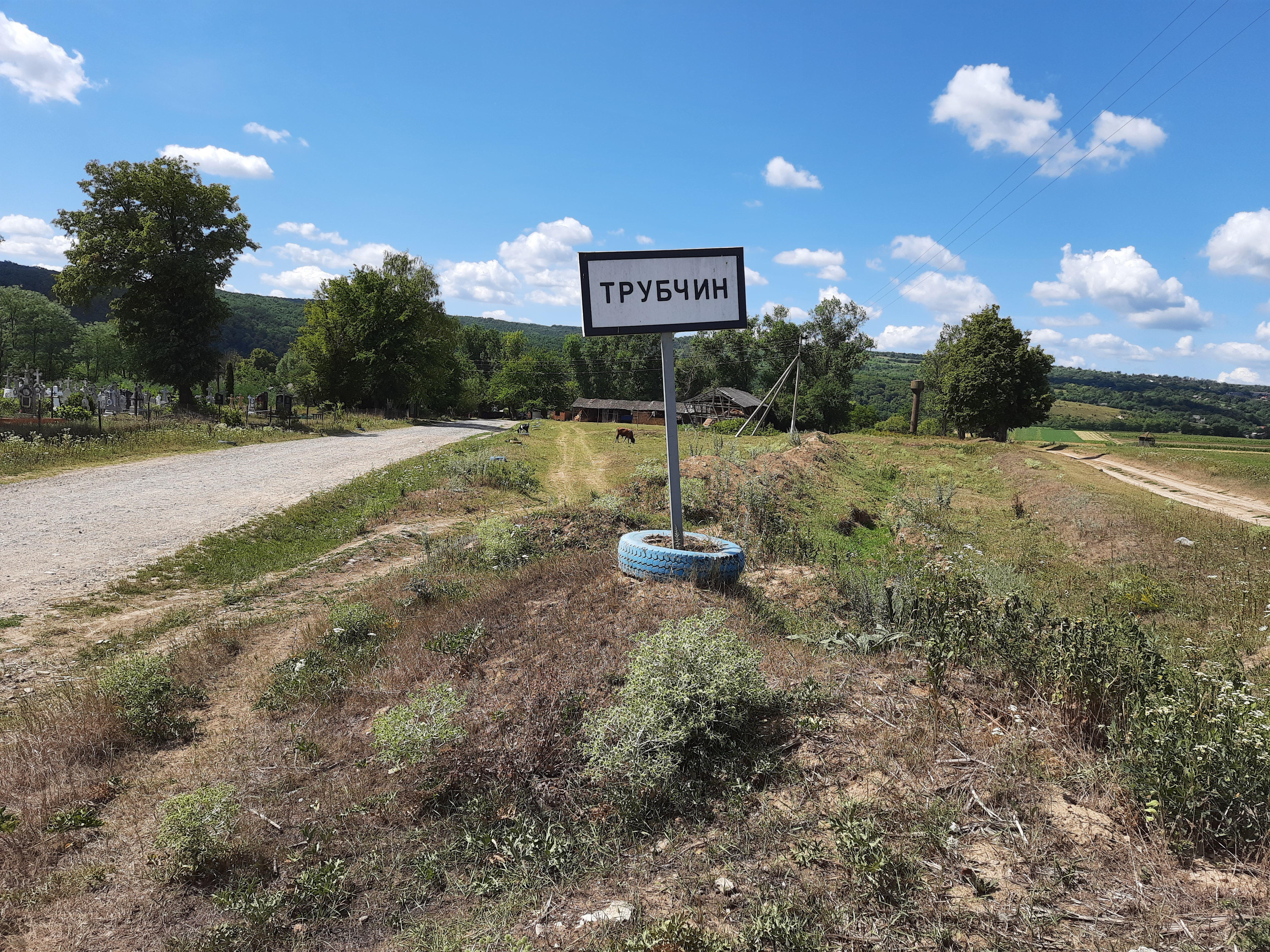
В'їзд у село Трубчин
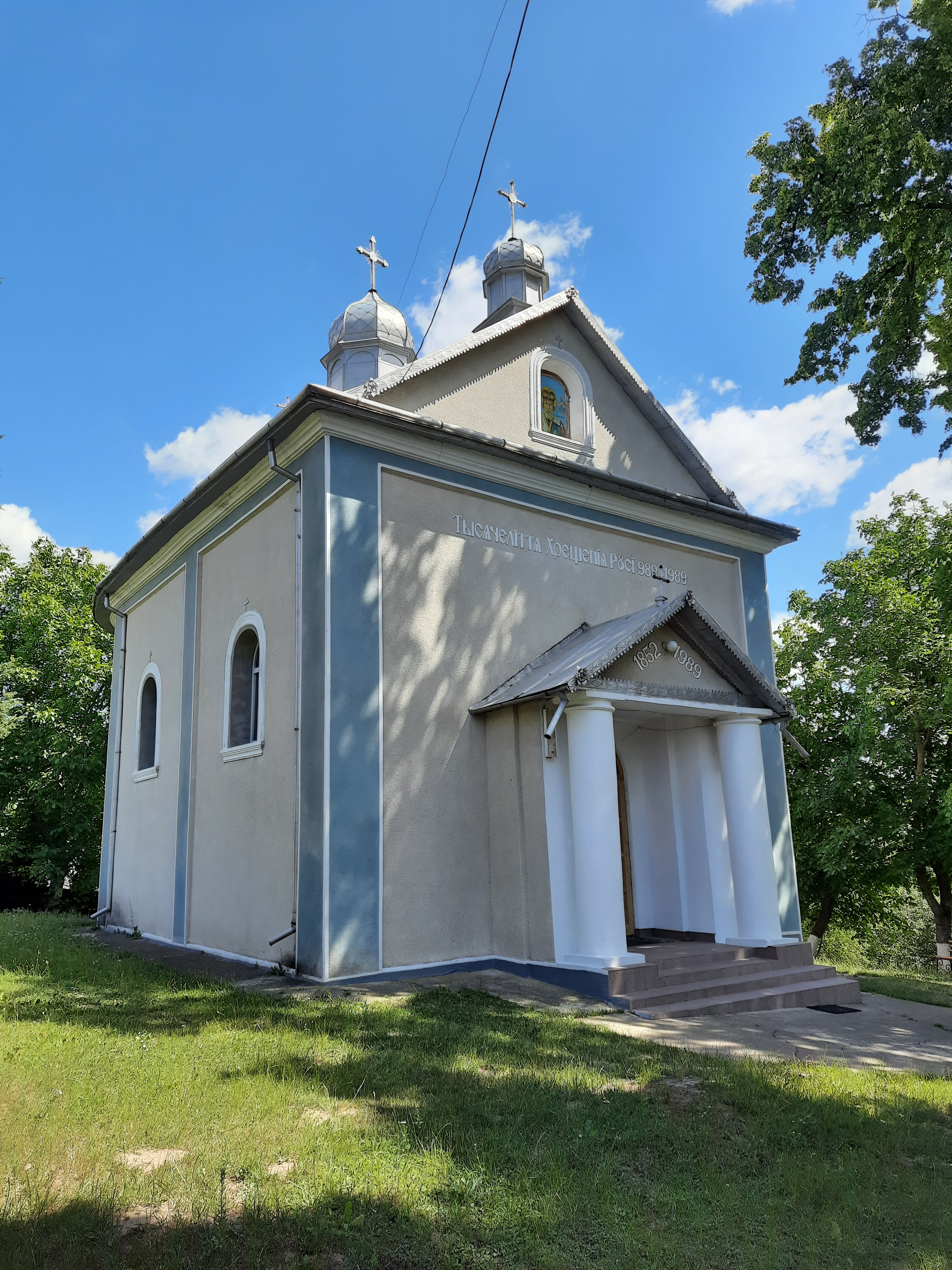
Церква Святого Миколая (1724р)
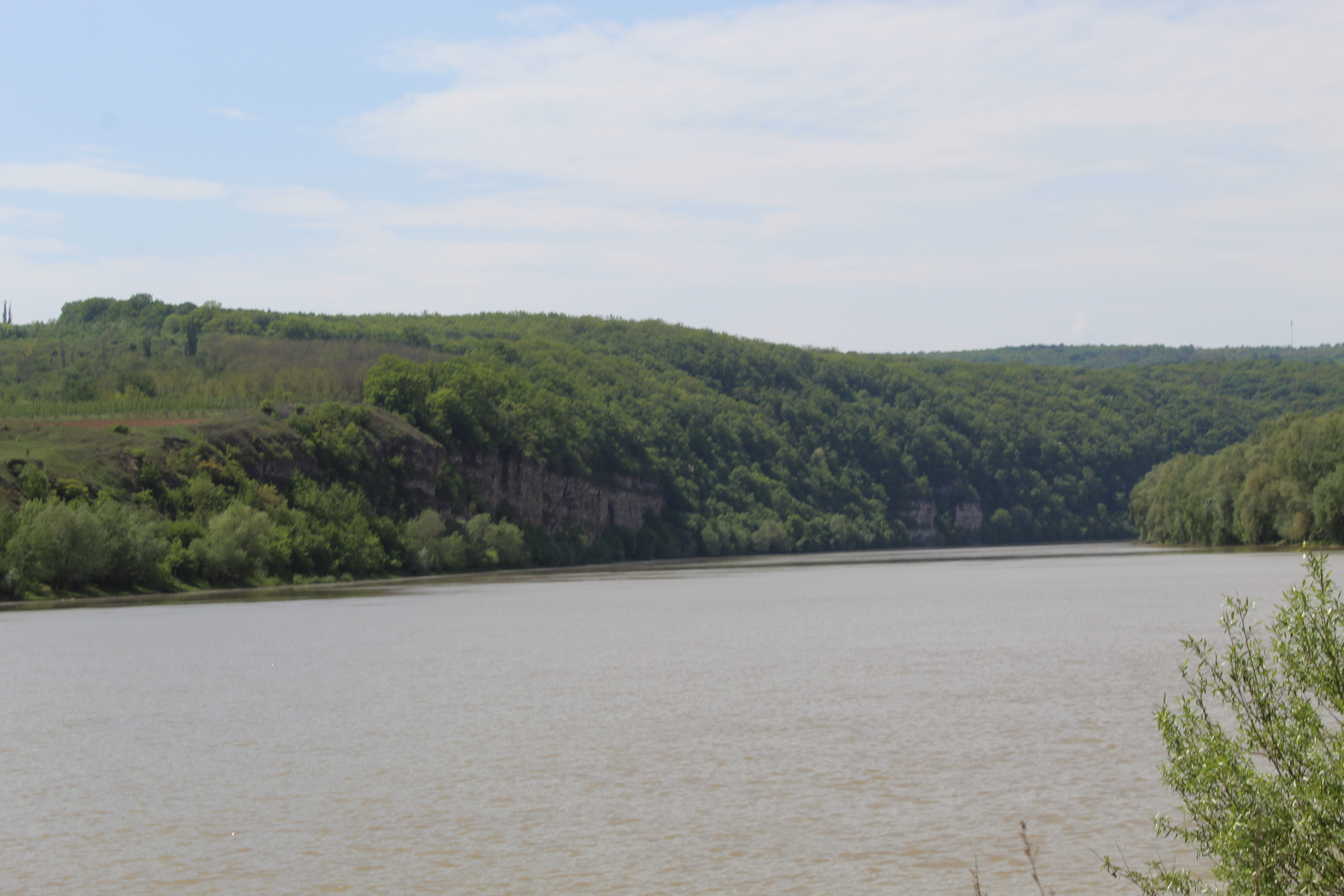
Урочище «Трубчин»